# ActiveSync
Ne doit pas être confondu avec Exchange Active Sync.
ActiveSync est un logiciel de synchronisation développé par Microsoft. Ce logiciel utilise un protocole propriétaire ActiveSync Exchange disponible aux sociétés tierces sous forme de licence payante. Il permet à un périphérique portable d'être synchronisé avec un PC de bureau, ou bien un serveur hébergeant FirstClass Collaboration Suite, Microsoft Exchange Server, PostPath Email and Collaboration Server, Serveur IceWarp, Kerio MailServer, Kolab, Zimbra ou Z-Push. Seuls les gestionnaires d'informations personnelles (courriers électroniques, calendriers, contacts, tâches, notes) peuvent être synchronisés avec le serveur Exchange. Les périphériques portables peuvent être des assistants personnels ou des Smartphones utilisant le système d'exploitation Windows Mobile ou Windows CE, ou encore les périphériques compatibles avec le protocole ActiveSync tels que les plateformes Symbian, Android et iPhone. ActiveSync permet aussi le transfert manuel de fichiers, des fonctions limitées de sauvegarde/restauration, et l'installation/désinstallation d'applications pour le périphérique portable.
Apple a annoncé en mars 2008 la prise en charge d'ActiveSync pour les iPhone 2.0.
Android, le système d'exploitation pour smartphones de Google, supporte ActiveSync de manière officielle dès la version 2.0
D'autres logiciels permettent la synchronisation d'un périphérique non-Microsoft avec un PC : FinchSync et BirdieSync pour Thunderbird, ou Intellisync (en).
Depuis Windows Vista, ActiveSync a été remplacé par le gestionnaire de périphériques mobiles.

## Historique des versions
| Version            | Systèmes d'exploitation                           | Date de sortie    | Changements majeurs |
| ------------------ | ------------------------------------------------- | ----------------- | --- |
| 1.0                | Windows 95                                        | 10 septembre 1996 | - Version initiale (sous le nom de H/PC Explorer) |
| 1.1.7077           | Windows 95, NT 4                                  | 19 mars 1997      | - Renommé Windows CE Services - Support de Windows NT 4.0 - Corrections de stabilité et compatibilité - Modification de la licence du logiciel |
| 2.0                | Windows 95, NT 4                                  | Automne 1997      | - Support de Windows CE 2 - Fin du support de Windows CE 1 |
| 2.1                | Windows 95, NT 4                                  | Février 1998      | - Support de Windows CE 2.1x |
| 2.2                | Windows 95, NT 4, 98                              | Septembre 1998    | - Installation facilitée sous NT 4.0 - 33 % plus rapide que la version 2.1 |
| 3.0.0.9204         | Windows 95, NT 4, 98                              | 16 août 1999      | - Renommé Activesync - Plus rapide, plus simple, et grandement amélioré. - Suppression de l'association entre RAS/DUN et la pile de connexion de Windows CE |
| 3.1.9386           | Windows 95, NT 4, 98                              | 24 novembre 1999  | - Synchronisation USB, incorporation du client AvantGo - Vitesse de transmission auto-ajustée |
| 3.1.9439           | Windows 95, NT 4, 98, 2000                        | ?                 | - Amélioration de la synchronisation |
| 3.1.9587           | Windows 95, NT 4, 98, 2000                        | 31 juillet 2001   | - Ajout de la prise en charge de la synchronisation avec Microsoft Exchange Server 2000 - Correction à la suite des mises à jour de sécurité pour Outlook 98 / 2000 - Résolution d'un problème de synchronisation USB |
| 3.5.1176           | Windows 95, NT 4, 98, 2000, XP                    | 6 août 2001       | - Prise en charge de XP et de Office XP, ainsi que de Pocket PC 2002 - Amélioration de gestion de l'USB, de la sécurité et de la synchronisation - Nouveaux sons de connexion |
| 3.5.12007          | Windows 95, NT 4, 98, 2000, XP                    | 1er mars 2002     | - Nouvelle icône du programme |
| 3.6.2148           | Windows 95, NT 4, 98, 2000, XP, 2003, Home Server | Novembre 2002     | - Prise en charge des nouveaux périphériques de type Smartphone - Mises à jour de sécurité, amélioration de la performance de synchronisation - Nouvel assistant de connexion - Amélioration de la synchronisation : les messages d'erreurs et les boîtes de dialogue n'arrêtent plus la synchronisation                                         |
| 3.7.3083           | Windows 95, NT 4, 98, 2000, XP, 2003, Home Server | 6 mai 2003        | - Mises à jour mineures du jeu d'icônes internes - Correction d'une faille de sécurité découverte dans ActiveSync - Améliorations de l'assistant de synchronisation, changements de l'interface utilisateur et améliorations générales - Prise en charge des futurs logiciels Microsoft Office 2003 et Windows Mobile 2003                       |
| 3.7.1.3244         | Windows 95, NT 4, 98, 2000, XP, 2003, Home Server | 10 octobre 2003   | - Amélioration des pilotes USB drivers, correction de problèmes de synchronisation - Modification de l'assistant de connexion |
| 3.7.1.4034         | Windows 95, NT 4, 98, 2000, XP, 2003, Home Server | 26 mars 2004      | - Correction de bogues sous Windows Explorer avec le pare-feu de Windows XP. |
| 3.8                | Windows 95, NT 4, 98, 2000, XP, 2003, Home Server | 6 janvier 2005    | - Amélioration de la sécurité et mise à jour pour Windows XP SP2 - Améliorations des performances de synchronisation - Suppression de messages de la part du pare-feu de Windows XP après la première connexion d'un périphérique - La synchronisation à distance par le biais d'un réseau Ethernet ou Wi-Fi est désormais désactivée par défaut |
| 4.0 (build 4343)   | Windows 2000, XP, 2003, Home Server               | 2005              | - Choix du répertoire d'installation par l'utilisateur - Services pour la connexion avec Microsoft SQL Server, mise à jour pour la synchronisation avec Windows Media Player 10 - Mise à jour de l'interface utilisateur |
| 4.0 (build 4358)   | Windows 2000, XP, 2003, Home Server               | 2005              | - Disponible uniquement sur les CD-ROM Windows Mobile 5 des périphériques |
| 4.1.0 (build 4841) | Windows 2000, XP, 2003, Home Server               | 18 novembre 2005  | - Mise à jour critique |
| 4.2.0 (build 4876) | Windows 2000, XP, 2003, Home Server               | 6 juin 2006       | - Améliorations Microsoft Outlook : résolution des codes d'erreur 85010014 |
| 4.5 (build 5096)   | Windows 2000, XP, 2003, Home Server               | 13 février 2007   | |

## Compatibilité

### Compatibilité Microsoft Office
| Version Office         | Version ActiveSync utilisée |
| ---------------------- | --------------------------- |
| Schedule+ 7            | 1.1/3.0                     |
| Outlook 97             | 3.1                         |
| Outlook 2000           | 3.8/4.2                     |
| Outlook 2002/2003/2007 | 3.8/4.5                     |

### Compatibilité OS
| OS                               | Version ActiveSync utilisée |
| -------------------------------- | --------------------------- |
| Windows 95/NT 4/98/ME            | 3.8                         |
| Windows 2000/XP/2003/Home Server | 3.8/4.5                     |
| Windows Vista/2008/Windows 7     | WMDC                        |

### Compatibilité OS du périphérique
| OS du périphérique                      | Version ActiveSync utilisée |
| --------------------------------------- | --------------------------- |
| Windows CE 1                            | 1.1                         |
| Windows CE 2-5/Windows Mobile 2000-2003 | 3.8                         |
| Windows CE 3-6/Windows Mobile 2002-6.1  | 4.5                         |

## Coût
Le logiciel est téléchargeable gratuitement depuis le Centre de téléchargement. L'assistance est en général fournie par le fabricant du périphérique mobile, et son coût est donc variable. De plus, Microsoft propose une aide pour les particuliers, facturée 72 € par demande.

## Inconvénients
- Ne conserve pas la date de modification des notes.
- Ne transfère pas les SMS.
- Ne peut en aucun cas être utilisé avec plus de 2 ordinateurs en synchronisation totale (sinon, ActiveSync demande de supprimer une relation avec un des deux ordinateurs).